# أنشطة وكالة المخابرات المركزية في كوريا الشمالية
بدأت أنشطة وكالة المخابرات المركزية في كوريا الشمالية بشكل أساسي في بداية الحرب الباردة في عام1949.في ذلك الوقت، نظرت الولايات المتحدة إلى كوريا الشمالية أو جمهورية كوريا الديمقراطية الشعبية على أنها نظام دمية سوفيتي شكل هذا تهديدًا للحكومة الأمريكية، وبدأت وكالة المخابرات المركزية في تركيز المزيد من مواردها على كوريا الديمقراطية.خلال الحرب الباردة، جمعت وكالة المخابرات المركزية معلومات استخبارية مهمة بشأن كوريا الديمقراطية مثل خططها وقدراتها فيما يتعلق بالهجوم على أمريكا وحليفتها كوريا الجنوبية.في التاريخ اللاحق، ركزت وكالة المخابرات المركزية و 16 وكالة استخبارات أمريكية أخرى بشكل صارم على أسلحة وقدرات جمهورية كوريا الشعبية الديمقراطية (الصواريخ الباليستية طويلة المدى والأسلحة النووية).

## 1949

### تحليل الذكاء
في الملخص الأسبوعي الصادر في 16 يوليو 1949، وصفت الوكالة كوريا الشمالية بأنها نظام دمية سوفييتي.في 29 أكتوبر، ذكر موجز أسبوعي أن هجوم كوريا الشمالية على الجنوب ممكن في وقت مبكر من عام 1949، ويستشهد بتقارير عن تحسينات على الطريق نحو الحدود وتحركات القوات هناك.
تؤسس هذه التقارير الموضوع السائد في تحليل الاستخبارات من واشنطن والذي يفسر الفشل في التنبؤ بالهجوم الكوري الشمالي أن السوفييت سيطروا على عملية صنع القرار في كوريا الشمالية.تركيز واشنطن على الاتحاد السوفييتي باعتباره «الدولة الشيوعية» أصبح التصور المقبول داخل دوائر القيادة السياسية والعسكرية لحكومة الولايات المتحدة.أي موازنة علمية لهذا الرأي، إما التشكيك في السلطة المطلقة لموسكو على الدول الشيوعية الأخرى أو الإشارة إلى أن العوامل الثقافية أو التاريخية أو القومية قد تلعب دورها، وقعت ضحية للجو السياسي.

## من الخمسينيات إلى السبعينيات

### تحليل الاستخبارات (ذات الصلة غير CIA)
في أبريل 1950، أجرت وكالة أمن الجيش، وهي وكالة سیکنت كانت تعمل قبل إنشاء وكالة الأمن القومي، دراسة محدودة «للبحث والتطوير» لحركة المرور في كوريا الديمقراطية.تلقت وكالة المخابرات المركزية تقاريرها.موقفان الحالة الثانية، كما كشفت استخبارات الإشارات، نقلت شحنات كبيرة من الضمادات والأدوية من الاتحاد السوفيتي إلى كوريا الشمالية ومنشوريا، بدءًا من فبراير 1950.لم يكن لهذين الإجراءين معنى إلا بعد فوات الأوان، بعد غزو كوريا الجنوبية في يونيو 1950.
بحلول ربيع عام 1950، أصبحت استعدادات كوريا الشمالية للحرب...يمكن التعرف عليها.تصف تقارير وكالة المخابرات المركزية الشهرية الحشود العسكرية لقوات كوريا الديمقراطية، لكنها تستبعد أيضًا إمكانية حدوث غزو فعلي.كان يعتقد أن قوات كوريا الديمقراطية لا يمكن أن تشن هجومًا ناجحًا بدون المساعدة السوفيتية، وهذه المساعدة من شأنها أن تشير إلى هجوم شيوعي عالمي.لم تكن هناك مؤشرات في أوروبا على أن مثل هذا الهجوم كان قيد الإعداد.
تم اعتراض بعض الاتصالات الكورية الشمالية بين مايو1949 وأبريل1950 لأن المشغلين كانوا يستخدمون إجراءات الاتصالات السوفيتية.تم إسقاط التغطية بمجرد أن أكد المحللون الأصل غير السوفياتي للمادة.

#### تحليل الاستخبارات (CIA)
في 6يونيو، أبلغت وكالة المخابرات المركزية عن تطور دولي آخر مثير للاهتمام: تم استدعاء جميع كبار الدبلوماسيين السوفييت من شرق آسيا إلى موسكو للتشاور.اعتقدت وكالة المخابرات المركزية أن الغرض من سحب الثقة هو تطوير خطة جديدة لمواجهة الجهود المناهضة للشيوعية في المنطقة.
في 20 يونيو1950، نشرت وكالة المخابرات المركزية تقريرًا، يعتمد بشكل أساسي على الأصول البشرية، وخلص إلى أن جمهورية كوريا الشعبية الديمقراطية لديها القدرة على غزو الجنوب في أي وقت.تلقى الرئيس ترومان ووزير الخارجية أتشيسون ووزير الدفاع جونسون نسخًا من هذا التقرير.
في 25حزيران/يونيو من نفس العام، غزا جيش جمهورية كوريا الشعبية الديمقراطية (لن يتم تغيير اسمه إلى «الجيش الشعبي الكوري» حتى وقت لاحق) خط العرض 38.كانت هذه مفاجأة للمخابرات الأمريكية.

### عمليات سرية
خلال الخمسينيات من القرن الماضي، هبطت وكالة المخابرات المركزية بالمظلة إلى كوريا الشمالية بعض عملائها الكوريين الذين دربتهم، حتى وقت ما في السبعينيات.خلال الخمسينيات من القرن الماضي، تم إرسال مئات العملاء في مهمة لإنشاء شبكات مقاومة في كوريا الشمالية.

## 1996

### تحليل الذكاء
ذكر تقرير تم الحصول عليه من اجتماع «سري» بوزارة الخارجية الروسية أن نودونج-1 الكوري الشمالي «ليس مفيدًا كسلاح عسكري»، بناءً على أدائه الضعيف في جميع المجالات أثناء تجربة إطلاق النار في بحر اليابان في عام 1993.نقل التقرير عن يو مين في سيول سينمون،5 يناير 1996، ص.2.
في 2 فبراير،أخبر مدير المخابرات المركزية جون دويتش لجنة مختارة في مجلس الشيوخ الأمريكي أن كوريا الشمالية تطور صواريخ بعيدة المدى.وفقًا لدوتش، يجب على الولايات المتحدة التركيز على منع كوريا الشمالية من الحصول على تكنولوجيا التوجيه والتحكم التي يمكن أن تجعل صواريخها بعيدة المدى أكثر دقة وفتكًا.
في مقال بتاريخ 9مايو في مجلة الفضاء اليومية، ص.233-234، مدير مجلس الأمن القومي، روبرت ج.بيل، يقول أن تقدير الاستخبارات القومية للولايات المتحدة الذي خلص إلى أنه لا يوجد نظام صاروخي استراتيجي جديد سيهدد الولايات المتحدة القارية، يعكس إجماعًا داخل مجتمع الاستخبارات الأمريكية.ومع ذلك، يعترف بيل بأن معرفة مجتمع الاستخبارات ببرنامج Taepodong-2 في كوريا الشمالية غير مكتمل.
وفقًا لبيل جيرتز من صحيفة واشنطن تايمز، قالت مصادر وكالة المخابرات المركزية إن كوريا الشمالية سلمت سبع سفن محملة بصواريخ سكود- سي إلى مصر بين مارس وأبريل 1996.كانت شحنات الصواريخ جزءًا من اتفاقية ترخيص الثمانينيات بين مصر وكوريا الشمالية.
في 11 كانون الأول (ديسمبر)، وفقًا لباربرا ستار من مجلة جين الدفاع الأسبوعي(ص.10)، أخبر المدير السابق لوكالة المخابرات المركزية،روبرت جيتس، لجنة المخابرات بمجلس الشيوخ الأمريكي أن كوريا الشمالية تواجه مشاكل في تطوير فئة صواريخها الباليستية من طراز تايبودونغ.وقال إن البحث والتطوير ضروريان لنظام دفع جديد تمامًا، بالإضافة إلى تحسين التوجيه.قال جيتس إن المشكلات الاقتصادية والتقنية والتصنيعية في البنية التحتية لكوريا الشمالية تجعل تطوير هذه الفئة الجديدة من الصواريخ أمرًا غير محتمل.كان مجتمع المخابرات الأمريكية واثقًا من أن تجارب الطيران الأولى للصاروخ ستوفر تحذيرًا لمدة خمس سنوات على الأقل قبل نشره.